# 尼山专区
尼山专区，中华人民共和国旧专区名。
1941年置，属鲁中南行政区。在今山东省南部。辖济宁市及滕县、泗水、济北、平邑、白彦、凫山、曲阜、邹县等县。专员公署驻滕县（今滕州市）。1950年撤销，改设滕县专区。